# Xã Zerbe, Quận Northumberland, Pennsylvania
Xã Zerbe (tiếng Anh: Zerbe Township) là một xã thuộc quận Northumberland, tiểu bang Pennsylvania, Hoa Kỳ. Năm 2010, dân số của xã này là 1.872 người.